# Bupalus flavomaculata
Bupalus flavomaculata là một loài bướm đêm trong họ Geometridae.